# Johanna Elisabeth Swaving
Johanna Elisabeth Swaving, född 1754, död 1826, var en nederländsk tidningsutgivare. Hon var gift med Johannes Enschedé II, övertog firman Joh. Enschedé efter hans död 1799 och utgav Oprechte Haerlemsche Courant. 